# Aspidosperma polyneuron
Aspidosperma polyneuron är en oleanderväxtart som beskrevs av Müll.Arg.. Aspidosperma polyneuron ingår i släktet Aspidosperma och familjen oleanderväxter. Inga underarter finns listade i Catalogue of Life.